# ZDF.reportage
ZDF.reportage ist eine Reportagesendung im ZDF. Sie wurde zum ersten Mal am 2. Januar 1984 unter dem damaligen Titel Die Reportage am Montag ausgestrahlt. Bis 1995 lief die Sendung unter dem Titel r – Die Reportage, seit dem 17. Oktober 2004 trägt sie das Label ZDF.reportage.

## Sendeplatz und Inhalt
Aktuell wird die Sendung jeden Sonntag um 18 Uhr im ZDF ausgestrahlt. Sie hat eine Länge von 30 Minuten. Wiederholungen der Reportagen laufen regelmäßig bei ZDFinfo, 3sat, Phoenix und bei DW. Bei ZDFinfo werden auch auf 45 Minuten verlängerte Versionen der Reportagen ausgestrahlt.
Die ZDF.reportage berichtet laut Pressetext aus der Alltagswirklichkeit der Zuschauer, greift Themen auf, die aktuell und brisant sind, setzt sie spannend und emotional um. Sie erzählt immer aus der Perspektive der Betroffenen, von Menschen, ihren Lebenswegen und Schicksalen, ihren Konflikten, ihren Hoffnungen und Träumen.

## Geschichte
Bis in die 1980er Jahre gab es im Deutschen Fernsehdokumentarismus Einzelautoren und kleinere Sendereihen, die der Form der Reportage nahe standen. "Aber es blieb dem ZDF vorbehalten mit der REPORTAGE AM MONTAG im Jahr 1984 einen ständigen Reportageplatz im Abendprogramm zu schaffen. Prägende Redaktionsleiter waren zu der Zeit Rudolf Blank (Red. Gesellschaftspolitik) und Dieter Zimmer (Red. Innenpolitik). In einem Konzeptpapier der beteiligten Redaktionen hieß es, die Zuschauer sollten die Chance haben, Politik und ihre Folgen in einen nachvollziehbaren Zusammenhang mit ihrem Alltag zu stellen. [...] Die Reihe hat Umbenennungen, [...] Sendeplatzänderungen und die Kürzung von 43 Minuten auf 29 Minuten überstanden. [...] Mit dieser Sendung setzte das ZDF einen Trend. Die ARD zog 1993 mit einer eigenen Reportagereihe nach, die den Titel ARD-EXCLUSIV" trug.
Bis zum Anfang des Jahrtausends waren drei ZDF-Redaktionen für den Reportage-Sendeplatz gemeinsam verantwortlich, neben den im Zitat genannten noch die Außenpolitik. Die Redaktionen entwickelten einen authentischen Reportagestil, mit Nähe zum Direct Cinema, der in dem Buch Die Fernsehreportage der beiden Reporter Bodo Witzke und Ulli Rothaus programmatisch beschrieben wurde.
Die ZDF.Reportage startete (unter wechselnden Namen) als Prime-Time-Programm, zunächst montags um 20.15 Uhr, später lief sie für viele Jahre freitags um 21:15. Ab Anfang des Jahrtausends wurden die längeren Reportageformate aus den Abendprogrammen der öffentlich-rechtlichen Sender verdrängt, die ZDF.Reportage wanderte auf einen Vorabendtermin des Sonntags. Die redaktionelle Verantwortung für die ZDF.reportage wurde in einer Redaktion zusammengefasst, die zunächst von Harald Lüders geleitet wurde. Von 2015 bis April 2020 war Heike Schnaar die Leiterin der Redaktion. Seit April 2020 ist Bettina Warken die Leiterin der Redaktion.

## Macher

### Reporter (Auswahl)
- Lisa Borgemeister
- Michael Stagneth
- Leo Spors

### Ehemalige Reporter (Auswahl)
- Ulrike Angermann
- Hans-Jürgen Haug
- Ulli Rothaus
- Andrea Schäffler
- Ursula Scheicher
- Michael Schomers
- Rita Stingl
- Georg Stefan Troller
- Bernd Wiegmann
- Christian Wilk
- Bodo Witzke

### Sprecher (Auswahl)
- Sebastian Eck (bis 2014)
- Helmut Winkelmann
- Heike Hagen

## Auszeichnungen (Auswahl)
- 2011: Deutscher Industrie- und Handelskammertag – Ernst-Schneider-Preis für Thadeus Parade[8]
- 2011: DGPPN-Preis für Wissenschaftsjournalismus – Journalistenpreis für die Autorin Rita Stingl[9]